# 참나물
참나물(Pimpinella brachycarpa, 영어: chamnamul 또는 short-fruit pimpinella)은 한국·중국·일본 등지에 분포하는 여러해살이풀로 높이 50-80cm 정도이다. 전체에 털이 없고 향기가 있다. 잎은 어긋나기하며 뿌리에서 난 잎은 잎자루가 길고 줄기에서 난 잎은 잎자루가 짧다. 잎집이 다소 줄기를 싸고 3출한다. 작은 잎은 측편이 2개로 갈라진 것도 있고, 달걀꼴이거나 넓은 달걀꼴이고 긑이 뾰족하며 고르지 않은 톱니가 있다. 꽃은 복산형꽃차례로서 흰색이며 6-8월에 피는데, 가지 끝에 달린다. 소산경은 13-14개이다. 총포는 없고, 소총포는 1-2개이며 가늘고 짧다. 꽃잎은 5장이고 안으로 굽었으며 5개의 수술이 있고 씨방은 하위이다. 열매는 넓은 타원형으로 털이 없다. 어린잎은 식용하며 주로 산지의 나무 그늘에서 자란다.

## 쓰임새
보통 무침으로 사용하지만, 참나물 파스타나 참나물 페스트같은 서양 요리에 만들 때도 사용한다. 또한 조선민주주의인민공화국에서 참나물김치로 먹는다.

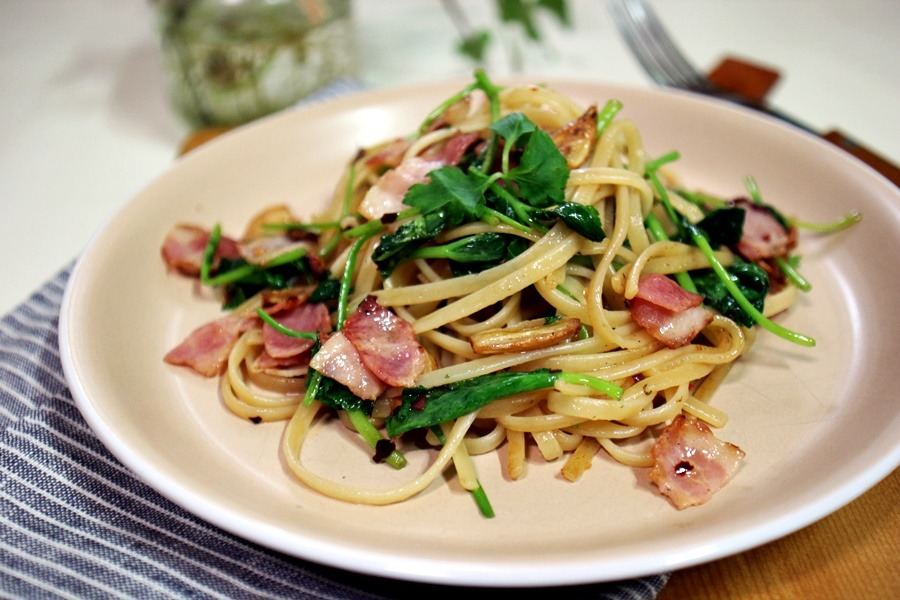
참나물 파스타
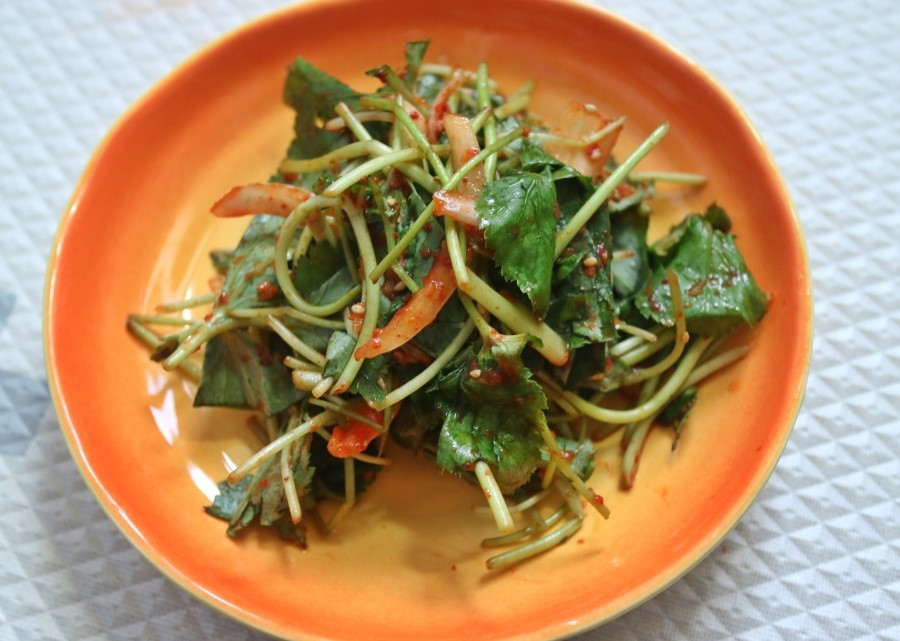
참나물 무침
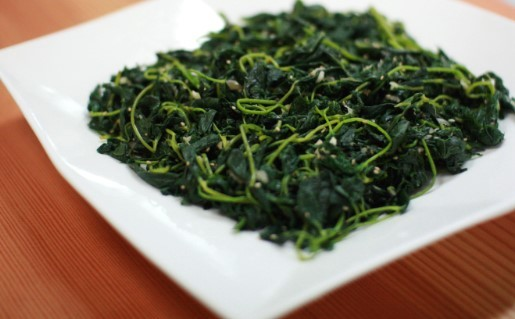
참나물 무침
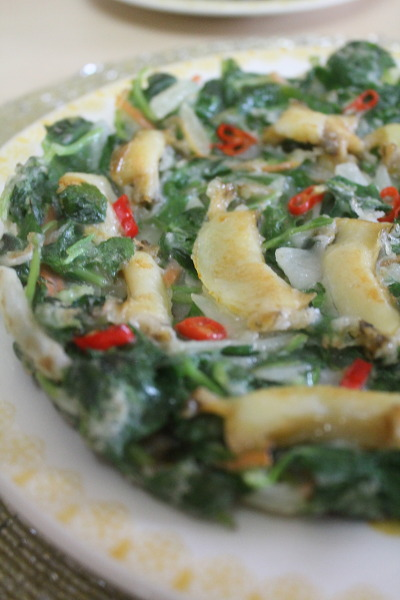
전복 참나물 부침개